# Jules Cambon

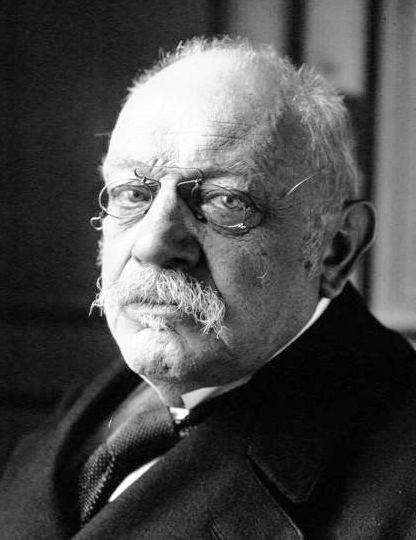
Jules Cambon, 1918

Jules-Martin Cambon (* 5. April 1845 in Paris; † 19. September 1935 in Vevey, Schweiz) war ein französischer Beamter und Diplomat, zuletzt im Rang eines Botschafters.

## Leben und Wirken
Jules Cambon, der jüngere Bruder des Diplomaten Paul Cambon, begann seine Laufbahn 1866 als Rechtsanwalt. Nachdem er 1870 am Deutsch-Französischen Krieg teilgenommen hatte, ging er 1871 in den Staatsdienst. Dort fungierte er zunächst als Präfekt der Départements Nord (1882) und Rhône (1887–1891), bevor er 1891 zum Generalgouverneur der französischen Kolonie Algerien berufen wurde. Als solcher begann er die französische Expansion in der Sahara.
1897 wurde Cambon als französischer Botschafter nach Washington entsandt, wo er 1898, in der Spätphase des Spanisch-Amerikanischen Krieges, auf Bitten der spanischen Regierung vermittelte, indem er die Vorverhandlungen, die die Friedensverhandlungen zwischen beiden Staaten herbeiführten, miteinleitete. An den eigentlichen Verhandlungen nahm er als beratender Hospitant teil.
1902 wurde Cambon Botschafter in Madrid, wo er sich dank seiner vorangegangenen Vermittlertätigkeit großen Ansehens erfreute und als der eigentliche Urheber der Abkommen von Cartagena (1907) galt. Anschließend war er von 1907 bis zum Kriegsausbruch 1914 Botschafter in Berlin und war in dieser Zeit zu Gast im Salon der Fürstin von Radziwill, der jeweils im Palais Radziwill stattfand. Danach kehrte er nach Frankreich zurück, wo er während des Krieges als Generalsekretär ranghöchster Beamter des Außenministeriums war. Während der Verhandlungen zum Versailler Vertrag war Cambon Vorsitzender einer nach ihm benannten Kommission zur Festsetzung der polnischen Nachkriegsgrenzen.
Für seine Leistungen wurde Cambon mit dem großen Kreuz der Ehrenlegion ausgezeichnet und 1918 in die Académie française aufgenommen.

## Schriften
- Exposé de la situation générale de l’Algérie, 2 Bände, 1895–1897.
- Le Gouvernement général de l’Algérie, 1891–1897 und 1918.
- Le Diplomate, 1926.